# Timo Rother
Timo Rother (* 23. Oktober 2001) ist ein deutscher Floorballspieler, der beim Bundesligisten Blau-Weiß Schenefeld unter Vertrag steht.

## Karriere
Timo Rother begann seine Karriere in der Jugend von Blau-Weiß Schenefeld. Rother spielte in seiner Jugend zwei Turniere für die Nordauswahl. Mit der Auswahlmannschaft von Schleswig-Holstein, Niedersachsen, Hamburg und Bremen gewinnt Rother die Wintertrophy 2018. Seit der Saison 2017/18 spielt Rother für Schenefeld in der Floorball-Bundesliga. 2019/20 in der 2. Floorball-Bundesliga. Im Jahr 2019 spielte Rother den Polishcup mit der U19-Nationalmannschaft.